# Fort George G. Meade

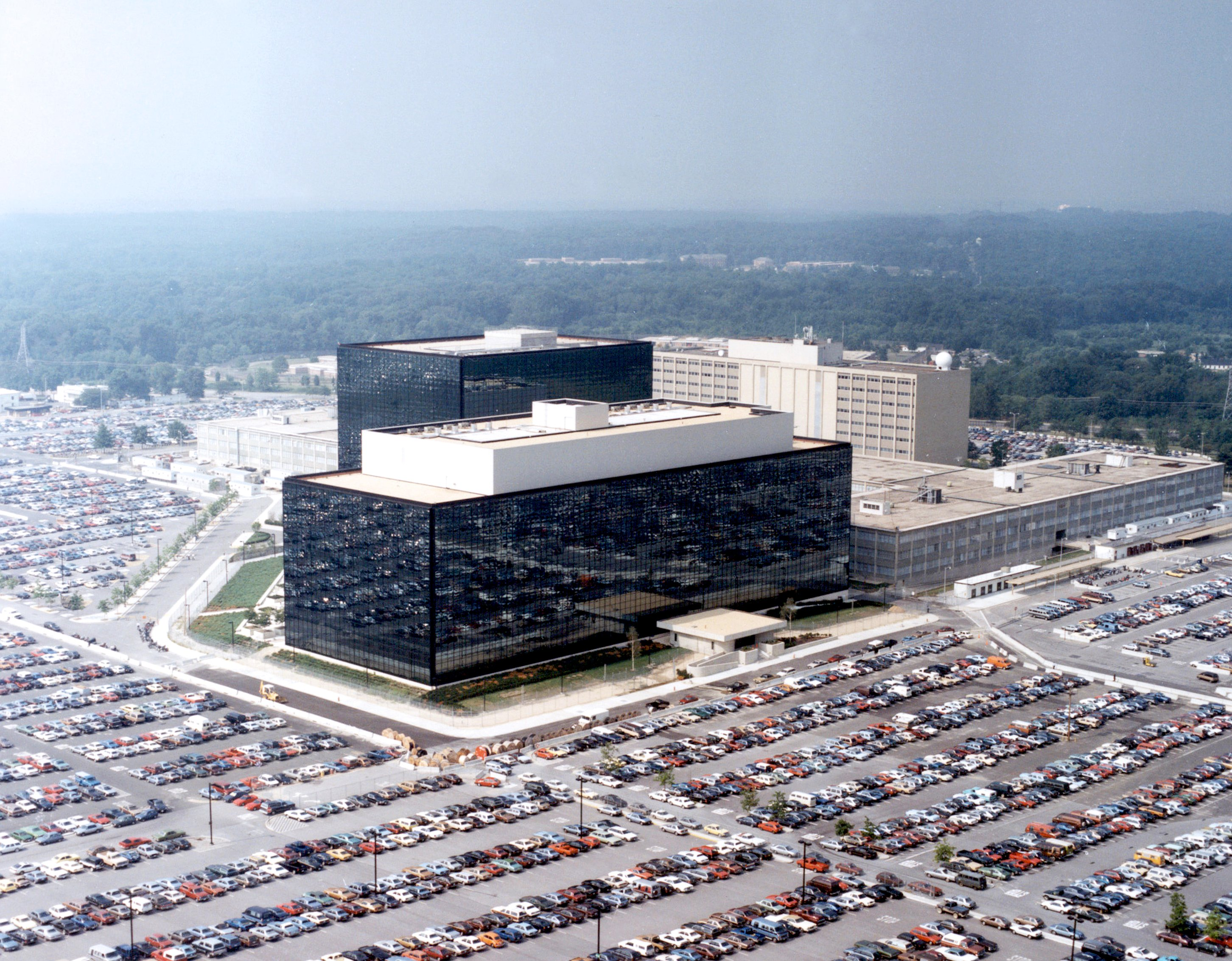
Sede da NSA em Fort Meade, Maryland

O Fort George G. Meade, localizado próxima à Odenton, Maryland, no Condado de Anne Arundel, é uma instalação ativa do Exército dos Estados Unidos. O forte, estabelecido em 1917, recebeu esse nome em homenagem ao General George Meade, um general do Exército da União na Guerra Civil Americana. Cobre uma área de 5 067 acres.

## História
Fort Meade foi fundado em 1917 quando o Departamento de Guerra dos Estados Unidos da América adquiriu 19 000 acres (77 km²) de terra à oeste de Odenton para desenvolver um campo de treinamento. Primeiramente conhecido como Camp Annapolis Junction, o forte recebeu o nome de Camp Admiral em sua abertura em 1917. Recebeu outros nomes após a construção de 1 460 edifícios no lugar, quando tornou-se Camp George Gordon Meade. Na década de 1920 foi chamado de Fort Leonard Wood, mas alterou novamente para Fort George G. Meade na década de 1930.
Fort Meade foi usado como um posto de treinamento e campo para prisioneiros de guerra durante a Segunda Guerra Mundial. Na década de 1950, o posto tornou-se a sede da Agência de Segurança Nacional (NSA), considerada a maior agência de inteligência em criptologia do mundo.